# Ebreichsdorf
Ebreichsdorf je město v Rakousku ve spolkové zemi Dolní Rakousy, spadající pod okres Baden. Nachází se asi 15 km jihovýchodně od Badenu a asi 36 km jižně od Vídně. V roce 2018 zde žilo 10 942 obyvatel.
V Ebreichsdorfu se nachází stejnojmenný zámek a kostel svatého Ondřeje. Protéká tudy řeka Piesting, která se vlévá do řeky Fischy, která je pravostranným přítokem Dunaje. Řeka Fischa tudy rovněž protéká a odděluje Ebreichsdorf od sídla Weigelsdorf. Kolem města prochází dálnice A3, samotným městem procházejí hlavní silnice B16, B60 a B210. Sousedními městy jsou Baden, Eisenstadt, Mannersdorf am Leithagebirge, Neufeld an der Leitha a Traiskirchen.
Počet obyvatel vzhledem k relativní blízkosti k Vídni rychle stoupá, z původních zhruba tří tisíc obyvatel v roce 1869 do roku 2011 počet obyvatel více než třikrát vzrostl. V letech 2011 až 2018 překonal hranici deseti tisíc.